# Бельфаунтен (Огайо)
Бельфаунтен (англ. Bellefontaine) — місто (англ. city) в США, в окрузі Лоґан штату Огайо. Населення — 14 115 осіб (2020).

## Географія
Бельфаунтен розташований за координатами 40°21′46″ пн. ш. 83°45′47″ зх. д. / 40.36278° пн. ш. 83.76306° зх. д. (40.362737, -83.763017).  За даними Бюро перепису населення США в 2010 році місто мало площу 25,99 км², уся площа — суходіл.

## Демографія
Згідно з переписом 2010 року, у місті мешкало 13 370 осіб у 5415 домогосподарствах у складі 3420 родин. Густота населення становила 514 особи/км².  Було 6115 помешкань (235/км²).
Расовий склад населення:
| - 90,1 % — білих - 4,3 % — чорних або афроамериканців - 1,2 % — азіатів - 0,2 % — корінних американців |

До двох чи більше рас належало 3,7 %. Частка іспаномовних становила 1,9 % від усіх жителів.
За віковим діапазоном населення розподілялося таким чином: 27,1 % — особи молодші 18 років, 60,1 % — особи у віці 18—64 років, 12,8 % — особи у віці 65 років та старші. Медіана віку мешканця становила 34,8 року. На 100 осіб жіночої статі у місті припадало 93,9 чоловіків;  на 100 жінок у віці від 18 років та старших — 88,5 чоловіків також старших 18 років.
Середній дохід на одне домашнє господарство  становив 57 460 доларів США (медіана — 42 204), а середній дохід на одну сім'ю — 67 170 доларів (медіана — 48 882). Медіана доходів становила 45 625 доларів для чоловіків та 31 835 доларів для жінок. За межею бідності перебувало 20,3 % осіб, у тому числі 25,7 % дітей у віці до 18 років та 9,6 % осіб у віці 65 років та старших.
Цивільне працевлаштоване населення становило 5976 осіб. Основні галузі зайнятості: виробництво — 25,7 %, освіта, охорона здоров'я та соціальна допомога — 19,0 %, мистецтво, розваги та відпочинок — 10,7 %, науковці, спеціалісти, менеджери — 9,6 %.